# Kinabalu Park
A biológiai diverzitásáról híres Kinabalu Nemzeti Parkot 1964-ben alapították és 2000-ben lett – kiemelkedő egyetemes értékeinek köszönhetően – a világörökség része. Malajzia keleti részén, Borneó szigetén található. Kiterjedése 754 km ².
A park központja 88 km-re található Kota Kinabalu városától. A fejlett infrastruktúrának köszönhetően a turisták száma évről évre nő. Az ide látogatók kilenc különböző szálloda típus  közül választhatnak, melyek közül a legelőkelőbb a Rajah Lodge. 2004-ben több mint 400 000 vendéget regisztráltak a parkban. 
Kinabalu a botanikusok paradicsoma, több mint ezer orchidea-faj, melyek közül a legismertebb az óriáskancsóka (Nepenthes rajah) és számos különböző rhododendron és rovaremésztő növény található meg itt. A madárvilág szintén lenyűgöző, számos erdei és csak itt élő faj figyelhető meg. Az állatvilág helyi jellegzetességei közül kiemelkedik a kinabalui óriás vörös pióca és a kinabalui óriás vörös földigiliszta.

## Poring Hot Springs
A látnivalók közül kiemelkedik Poring Hot Springs. Ezek a fantasztikusan kialakított virágos kertben lévő kénes gyógyforrások alkalmasak bőrbetegségek gyógyítására és sok esetben a fáradt izmok gyors regenerálódására. A forrásokat a japánok fedezték fel a második világháború alatt, és ők is kezdték meg a fürdő kiépítését. Poringnál elsősorban mélyföldi dipterocarp erdők alkotják  a vegetációt. A hely lehetőséget nyújt az itt élő madarak valamint néhány emlős-állat megfigyelésére. Itt található a Canopy Walkway, mely egy 40 méter magas függőhídrendszer, melyről betekintést nyerünk a trópusi esőerdők világába. A közelben található Langanan-vízesés 120 méter magasról omlik lefelé, fantasztikus látványt nyújt az őserdő közepén.

## Kinabalu-hegy
A park legsűrűbben látogatott pontja a Kinabalu-hegy, mely 4095 méterével Délkelet-Ázsia legmagasabb pontja. Geológiai szempontból még nagyon fiatal hegy, ma is 5 mm-rel növekszik évente. Noha a jégkorszak alatt gleccserek borították, vonzereje ma elsősorban a változatos növényvilágában van. A hegy turisztikai lehetőségei kiaknázottak, nap mint nap több száz csoport vállalkozik a csúcs megmászására, melynek csak fizetett helyi vezetővel, csoportosan, külön biztosítás fejében lehet nekiindulni. A csúcsra vezető út és az onnan nyíló panoráma egyaránt felejthetetlen élményt nyújt az évente több mint 40 ezer ide érkező turistának.

## Fordítás
- Ez a szócikk részben vagy egészben a Kinabalu Park című angol Wikipédia-szócikk fordításán alapul.  Az eredeti cikk szerkesztőit annak laptörténete sorolja fel. Ez a jelzés csupán a megfogalmazás eredetét és a szerzői jogokat jelzi, nem szolgál a cikkben szereplő információk forrásmegjelöléseként.